# 和睦镇
和睦镇，是中华人民共和国广西壮族自治区柳州市融水苗族自治县下辖的一个乡镇级行政单位。

## 行政区划
和睦镇下辖以下地区：
和睦社区、古顶村、安塘村、吉塘村、红星村、读楼村、和睦村、沙巩村、芙蓉村和巷口村。